# Institut national de recherche en sciences et technologies pour l'environnement et l'agriculture
L'Institut national de recherche en sciences et technologies pour l'environnement et l'agriculture (IRSTEA) était un établissement public à caractère scientifique et technologique français de recherche dans le domaine de l'environnement et de l'agriculture, sous la double tutelle du Ministère chargé de la Recherche et du Ministère chargé de l’Agriculture.
Il a fusionné le 1er janvier 2020 avec l'institut national de la recherche agronomique (INRA) pour former l'Institut national de recherche pour l'agriculture, l'alimentation et l'environnement (INRAE).

## Historique
Les centres nationaux d’études techniques et de recherches technologiques pour l’agriculture, les forêts et l'équipement rural (Cerafer) ont été créés en 1971 pour piloter des études dans des domaines très variés, notamment l’agriculture de montagne, le suivi des innovations techniques, ou les problèmes liés à l’utilisation ou la maîtrise de l'eau. La dénomination change pour Centre technique du génie rural des eaux et des forêts (CTGREF) dès 1973.
La structure fusionne avec le Centre national d'études et d'expérimentation du machinisme agricole (Cneema) et devient Établissement public à caractère administratif (Epa) en 1982 avec la dénomination Centre national du machinisme agricole du génie rural, des eaux et des forêts (Cemagref), puis se transforme en établissement public à caractère scientifique et technologique (EPST) au 1er janvier 1986 sous la double tutelle des ministères chargés de l'agriculture et de la recherche.
Pour une meilleure lisibilité, en février 2012, il est devenu Institut national de recherche en sciences et technologies pour l'environnement et l'agriculture(Irstea).
Pour le budget 2018, Irstea est inscrit aux programmes budgétaires 142 « Enseignement supérieur et recherches agricoles » et 172 « Recherches scientifiques et technologiques pluridisciplinaires ». Le budget 2016 était de 109,5 millions d'euros, dont 24% de ressources propres.
En février 2018, les présidents de l'Irstea et de l'INRA sont chargés par les Ministres de l'Agriculture et de la Recherche de rapprocher leurs deux instituts en un seul établissement, à l'horizon 2020 : leurs propositions sont formulées dans un rapport remis aux ministères de tutelle en octobre 2018. En mai 2019, est annoncé le nom du futur organisme résultant de la fusion au 1er janvier 2020 : Institut national de recherche pour l'agriculture, l'alimentation et l'environnement (INRAE).  Le décret officialisant cette fusion a été signé le 10 octobre 2019

## Présentation générale de l'institut
L'institut a accompagné les évolutions des besoins de ses partenaires publics, territoriaux et industriels : ses recherches ont progressivement pris en compte les nouveaux enjeux environnementaux qui se posaient à l'agriculture, aux écosystèmes, aux territoires. Ainsi ses thèmes de recherche sont en 2014 centrés sur les ressources en eau de surface, les systèmes écologiques aquatiques et terrestres, les espaces à dominante rurale, les technologies pour l’eau, les agrosystèmes et la sûreté des aliments. Il est labellisé Institut Carnot depuis 2006 sur l'ensemble de son périmètre. C'est le seul établissement public à caractère scientifique et technologique dans ce cas. 
Pour cela, l'institut a également beaucoup développé :
- ses recherches dans le domaine des eaux de surface : il est devenu l'organisme de recherche français de référence dans le domaine des eaux continentales de surface ;
- un modèle de recherche finalisée, à forte composante technologique et méthodologique, fondée sur une démarche de co-construction des questionnements scientifiques avec l'ensemble des acteurs concernés par ses sujets de recherche : pouvoirs publics, collectivités territoriales, entreprises.
- la production de connaissances nouvelles et d’innovations techniques utilisées par les gestionnaires, les décideurs et les entreprises pour répondre à des questions concrètes de société dans les domaines de la gestion des ressources, de l’aménagement et de l’utilisation de l’espace.

L'institut possède depuis 2015 un comité d'éthique (commun avec l'Institut français des sciences et technologies des transports, de l'aménagement et des réseaux), dont le rôle est consultatif, chargé de sensibiliser les agents afin que les questions relatives aux études et recherches menées soient éventuellement posées. De plus un référent scientifique assiste le président de l’institut et le représente au niveau national. Il veille au respect et à la promotion de l’intégrité scientifique dans l’établissement.
L'institut édite la revue scientifique et technique Sciences Eaux & Territoires, une revue conçue comme un outil d'aide à la décision et à l'accompagnement de l'action sur le terrain, dans les domaines du développement territorial et de l'environnement. 
Ses activités de publications d'ouvrages sont gérées par les Editions Quæ, maison d'édition commune Ifremer, Cirad, INRA et Irstea dont le siège social est hébergé par l'INRA.

## Organisation

### Directeurs généraux
- -1998 : Yves Le Bars
- 1998-2007 : Patrick Lavarde
- 2007-2009 : Pascal Viné
- 2009-2012 : Roger Genet

### Présidents
- 1999-2005: Jean-François Carrez
- 2012 : Roger Genet
- 2012-2017 : Jean-Marc Bournigal
- 2017-2020: Marc Michel

### Les départements scientifiques
Les départements scientifiques :
1. Département Eaux ;
2. Département Écotechnologies ;
3. Département Territoires.

### Les centres régionaux
- Antony - Centre régional et siège : Île-de-France, Normandie, Picardie, Champagne-Ardenne, Lorraine, Nord-Pas-de-Calais
- Aix-en-Provence : Provence-Alpes-Côte d'Azur, Corse
- Bordeaux : Aquitaine, Poitou-Charentes, Midi-Pyrénées
- Clermont-Ferrand : Auvergne, Limousin
- Grenoble : Alpes
- Lyon : Rhône-Alpes, Franche-Comté, Alsace
- Montpellier : Languedoc-Roussillon
- Nogent-sur-Vernisson : Centre-Val de Loire, Bourgogne
- Rennes : Bretagne, Pays de  la Loire
- Une localisation hors site
  - Strasbourg - ENGEES

### Les unités de recherche
Aix-en-Provence (AX)
- Risques, Ecosystèmes, Vulnérabilité, Environnement, Résilience (RECOVER)

Antony (AN)
- Génie des Procédés FRIgorifiques pour la Sécurité alimentaire et l’Environnement (FRISE)
- Hydrosystèmes Continentaux Anthropisés : Ressources, Risques, Restauration (HYCAR)
- PRocédés biOtechnologiques au Service de l’Environnement (PROSE)

Bordeaux (BX)
- Écosystèmes aquatiques et changements globaux (EABX)
- Environnement, territoires et infrastructures (ETBX)

Clermont-Ferrand (CF)
- Technologies et Systèmes d’information pour les agrosystèmes (TSCF)
- Laboratoire d'ingénierie pour les systèmes complexes (LISC)
- Mutations des activités, des espaces et des formes d’organisation dans les territoires ruraux (UMR Territoires)

Grenoble (GR)
- Érosion torrentielle, neige et avalanches (Etna)
- Laboratoire EcoSystèmes et Sociétés en montagne (Lessem)

Lyon (LY)
- RiverLy
- Réduire, réutiliser, valoriser les ressources des eaux résiduaires (Reversaal)
- Gestion territoriale de l'eau et de l'environnement (UMR Geste)

Montpellier (MP)
- Information, technologie, analyse environnementale, procédés agricoles (UMR Itap)
- Territoires, environnement, télédétection et information spatiale (UMR Tetis)
- Gestion de l'eau, acteurs, usages (UMR Geau)

Nogent-sur-Vernisson (NO)
- Écosystèmes forestiers (EFNO)

Rennes (RE)
- Optimisation des procédés en agriculture, agroalimentaire et environnement (Opaale)